# Thư thứ nhất gửi tín hữu Côrintô
Thư thứ nhất gởi cho các tín hữu tại Côrintô (Cô-rinh-tô) là một sách trong Tân Ước. Thư Côrintô thứ nhất là bức thư mà Sứ đồ Phao-lô và Sosthenes gởi cho các Cơ-đốc nhân tại thành Corinth, Hy Lạp và Hội thánh Achaea.
Sau này, Sứ đồ Phao-lô còn viết Thư thứ hai gửi tín hữu Côrintô.

## Thời gian và địa điểm
Thư này được viết tại Ephesus (16:8). Theo sách Công vụ các Sứ Đồ, Phao-lô thành lập hội thánh tại Corinth (Acts 18:10-17) và ở tại Ephesus khoảng ba năm (Acts 19:8, 19:10, 20:31). Bức thư này được viết trong thời gian ông ở tại Ephesus, khoảng năm 53 đến năm  57.

## Bố cục
Bức thư có thể chia làm 6 phần:
1. Lời Chào (1:1-9)
  1. Phao-lô thảo luận vấn đề liên hệ đến việc thắc mắc tư cách Sứ đồ của ông. Phao-lô biện minh bằng cách công bố rằng chức vụ đó được ban cho ông qua sự mặt khải của Chúa Giê-xu. Lời chào thăm nhấn mạnh tính hợp pháp của chức vụ Sứ đồ mà Phao-lô công bố.
2. Cảm Tạ
  1. Phần cảm tạ của bức thư thường được những người trong thời kỳ Hy Lạp hóa dùng khi viết thư. Người viết thường tạ ơn Đức Chúa Trời về sức khỏe, về một chuyến đi bình an, vì được cứu khỏi nguy hiểm, hoặc được may mắn.
  2. Trong bức thư này, phần cảm tạ "giới thiệu các ân tứ và đức tin, là những vấn đề mà Phao-lô sẽ trở lại thảo luận sâu hơn trong phần sau của lá thư." (Roetzel, 1999).
3. Sự chia rẽ tại Cô-rin-tô  (1:10–4:21)
  1. Thực tế của vấn đề chia rẽ
  2. Nguồn gốc của sự chia rẽ
  3. Giải pháp cho sự chia rẽ
4. Vấn đề thiếu đạo đức tại Cô-rin-tô  (5:1–6:20)
  1. Kỷ luật những anh em thiếu đạo đức
  2. Giải quyết những bất đồng cá nhân
  3. Trong sạch trong vấn đề tình dục
5. Những khó khăn tại Cô-rin-tô (7:1–14:40)
  1. Vấn đề hôn nhân
  2. Vấn đề tự do của Cơ-đốc nhân
  3. Sự thờ phượng
6. Quan điểm thần học về sự phục sinh (15:1-58)
7. Lời kết luận (16:1-24)
  1. Những lời kết luận trong các bức thư của Phao-lô thường chứa đựng mối quan tâm và nỗ lực của ông nhằm cải tiến cộng đồng. Trước hết, ông thường kết luận bức thư bằng lời cầu chúc bình an, thêm một yêu cầu cầu nguyện, chào họ bằng tên của ông và những người bạn của ông, trao một nụ hôn thánh và cuối cùng là một lời chúc phước:

"Về việc góp phần giúp các thánh đồ: Hãy làm như tôi đã hướng dẫn các hội thánh vùng Galatia ... Tất cả các anh em gởi lời chào.  Hãy chúc nhau bằng một nụ hôn thánh...... Tôi, Phao-lô, chính tay tôi viết lời chúc này.  Nếu ai không yêu mến Chúa, hãy để cho người ấy bị nguyền rủa.  Chúa của chúng con.  Xin hãy đến!  Ân điển của Chúa Giê-xu ở cùng anh em.  Tình yêu của tôi dành cho tất cả anh em trong Chúa Cứu Thế Giê-xu.  Amen." (1 Cor. 16:1-24).

## Nội dung
Phao-lô viết bức thư này để sửa những quan điểm sai lầm mà ông thấy tại hội thánh Cô-rin-tô.
Nhiều nguồn khác nhau đã báo cho Phao-lô biết có những xung đột trong hội thánh Cô-rin-tô: Apollo (Acts 19:1), bức thư của những tín hữu tại Corinthians, "người nhà của Chloe," và cuối cùng là Stephanas và hai người bạn đã đến thăm Phao-lô (1:11; 16:17). Phao-lô liền viết một bức thư cho người Cô-rin-tô kêu gọi họ hiệp nhất trong đức tin ("để tất cả anh em có thể nói cùng một điều và không có sự chia rẽ trong vòng anh em," 1:10) và để giải thích về thần học Cơ-đốc. Titus và một người nữa, không được ghi tên, có lẽ đã mang bức thư đến cho hội thánh tại Cô-rin-tô (2 Corinthians 2:13; 8:6, 16–18).
Nói chung, sự chia rẽ trong hội thánh tại Cô-rin-tô là một vấn đề. Để nhấn mạnh, Phao-lô đề cập đến điều đó ngay từ đầu. Rõ ràng, nguồn gốc của tà giáo vẫn còn tồn tại trong cộng đồng hội thánh. Phao-lô muốn mang họ trở lại với sự dạy dỗ của ông nên đã nói rằng Chúa đã ban cho họ cơ hội để trở thành "những nhà xây dựng tài giỏi" đặt nền để những người khác xây trên đó (1 Cor 3:10).
Bức thư như là một lời cảnh cáo kêu gọi quay trở lại nếu không Chúa sẽ trừng phạt họ. Sau đó, ông  đề cập đến những vấn vô đạo đức tại Cô-rin-tô bằng cách đề cập đến những người thiếu đạo đức, làm thế nào để giải quyết xung đột cá nhân và sự trong sạch trong vấn đề tình dục.
Về vấn đề hôn nhân, Phao-lô nói rằng Cơ-đốc nhân không lập gia đình thì tốt hơn. Tuy nhiên, nên thành hôn hơn là phạm tội. Phao-lô lý luận rằng người độc thân làm vui lòng Chúa giống như người lập gia đình làm vui lòng người phối ngẫu của mình.
Sau khi thảo luận về chuyện thờ thần tượng, Phao-lô kết thúc quan điểm của mình bằng cách đề cập đến sự sống lại. Ông nhấn mạnh rằng Chúa Cứu Thế đã chết cho tội lỗi chúng ta, đã được chôn, và đã sống lại vào ngày thứ ba như Thánh Kinh đã chép (1 Cor. 15:3). Phao-lô đặt câu hỏi: "Bây giờ, nếu Chúa đã giảng và đã chổi dậy từ cõi chết, tại sao một vài người trong anh em nói rằng không có sự sống lại?" (1 Cor. 15:12). Sau đó, ông trả lời những thắc mắc liên quan đến sự sống lại qua lời diễn giải của ông dựa trên Thánh Kinh.
Suốt bức thư, Phao-lô trình bày những vấn đề gây xáo trộn trong hội thánh tại Cô-rin-tô và đưa ra giải pháp để sửa đổi. Phao-lô nhấn mạnh rằng bức thư không phải là cách ông làm cho họ xấu hổ nhưng để khuyên răn họ như những người con yêu dấu của ông. Họ phải trở thành người bắt chước Phao-lô như ông đã bước theo đường lối của Chúa khi ông giảng dạy trong tất cả các hội thánh của Ngài (1 Cor. 4:14-16).
Nhận định của một tác giả được Thánh Kinh Từ điển Easton trích dẫn như sau: Thư tín này "thể hiện sự tự chủ mạnh mẽ của vị Sứ đồ dầu ông có cơ thể yếu đuối, có những chuyện bực dọc, gặp khó khăn triền miên và ông có bản tính nhạy cảm. Bức thư được viết trong sự giận dữ và cay đắng, 'từ những ưu phiền, trĩu nặng tấm lòng...'(2 Cor 2:4), như ông đã viết. Dầu vậy, ông vẫn kiềm chế việc bộc lộ cảm xúc và đã viết với sự dịu dàng thánh khiết và sự tự trọng, là những điều mà ông nghĩ sẽ kéo những đứa con lỗi lầm trở về. Bức thư thể hiện một bức tranh sống động về hội thánh ban đầu. Bức thư xua tan toàn bộ nỗi mơ mộng rằng hội thánh thời các sứ đồ sống trong tình trạng thánh khiết tuyệt vời hoặc sống trong niềm tin thuần khiết." Tác giả bài viết trong Thánh Kinh Từ điển Easton kết luận: "Nhiều Cơ-đốc nhân ngày nay vẫn tìm thấy trong bức thư nói lên những vấn đề trong cuộc sống hiện đại giữa vòng cộng đồng hội thánh."

## Tính xác thật
Hầu hết các học giả đều công nhận Phao-lô là tác giả của Thư Cô-rin-tô thứ nhất. Bức thư này được trích lại trong nhiều tài liệu ban đầu, và được chép lại trong mọi kinh văn cổ, kể cả tác phẩm của Marcion.